# Galea spixii
Galea spixii är en däggdjursart som först beskrevs av Johann Georg Wagler 1831.  Galea spixii ingår i släktet Galea och familjen marsvin. IUCN kategoriserar arten globalt som livskraftig.
Inga underarter finns listade i Catalogue of Life. Wilson & Reeder (2005) skiljer mellan tre underarter.
Detta marsvin förekommer i centrala Brasilien, östra Bolivia och norra Paraguay. Arten vistas främst i öppen terräng som savanner men även i andra habitat.